# Live In Glasgow July 1979
| Recensione | Giudizio |
| ---------- | -------- |
| AllMusic   |          |

Live In Glasgow July 1979 è un album dal vivo del gruppo musicale britannico Sham Pistols, pubblicato l'8 gennaio 2002.

## Descrizione
Il disco contiene la registrazione di un concerto tenuto il 29 giugno 1979 all'Apollo Theatre di Glasgow, in Scozia. Viene erroneamente indicato luglio come mese della registrazione. Alcune delle tracce contenute nell'album, erano già state pubblicate nell'album precedente Sham's Last Stand del 1989.

## Tracce
1. What Have We Got (Parsons, Pursey) 4:15
2. I Don't Wanna (Parsons, Pursey) 2:11
3. Rip Off (Parsons, Pursey) 2:02
4. Tell Us the Truth (Parsons, Pursey) 2:49
5. Angels With Dirty Faces (Parsons, Pursey) 3:45
6. No One Is Innocent (Biggs, Cook, Jones) 2:13
7. Ulster Boy (Parsons, Pursey) 2:51
8. They Don't Understand (Parsons, Pursey) 2:46
9. Borstal Breakout( Parsons, Pursey) 2:33
10. Hurry up Harry (Parsons, Pursey) 4:10
11. If the Kids Are United (Parsons, Pursey) 3:43
12. Voices (Parsons, Pursey) 2:49
13. Who Gives a Damn (Parsons, Pursey) 3:19
14. Money (Parsons, Pursey) 3:10
15. Day Tripper (Lennon, McCartney) 3:37 (The Beatles Cover)
16. You're a Better Man Than I (Hugg, Hugg) 2:54 (The Yardbirds Cover)
17. Questions and Answers 	(Parsons, Pursey) 3:18
18. Joey's On the Street Again (Parsons, Pursey) 4:09
19. Borstal Breakout (Reprise) (Parsons, Pursey) 3:45
20. Hersham Boys (Parsons, Pursey) 4:35
21. Pretty Vacant (Cook, Headon, Jones, Simonon, Strummer) 3:33
22. White Riot (Jones, Strummer) 2:33 (The Clash Cover)
23. If the Kids Are United (Parsons, Pursey) 5:13
24. What Have We Got (Parsons, Pursey) 2:36

## Formazione
- Jimmy Pursey - voce
- Steve Jones - chitarra
- Dave Tregunna - basso
- Paul Cook - batteria